# روسولا ذهبية
روسولا ذهبية (الاسم العلمي: Russula aurea) هي نوع من الفطريات تتبع جنس الروسولا من الفصيلة الروسولية.